# Headly Binderhagel
Headly Ronald Binderhagel (Paramaribo, 29 september 1945) is een Nederlands politicus van het CDA.
Van 1 september 2002 tot 1 september 2008 was hij burgemeester van de gemeente Nuth. Als zodanig was hij de tweede Nederlandse burgemeester van Surinaamse komaf en de eerste van Creools-Surinaamse afkomst. Hij heeft de Nederlandse nationaliteit.

## Levensloop
Binderhagel kwam in 1968 naar Nederland en studeerde klinische en ontwikkelingspsychologie en sociale pedagogiek aan de Universiteit van Utrecht en de Universiteit van Amsterdam. Op 23 juni 2014 promoveerde hij aan de Universiteit Tilburg tot doctor in de psychologie op een proefschrift dat was getiteld: "Woordbreuksyndroom: Een psycho-neuro-endocriene benadering van fyofyo programmering". Binderhagel legde een verband tussen de symptomen van het ziekteverschijnsel fyofyo en de manier waarop het stress-systeem en het verloop van hersenprocessen het menselijk organisme beïnvloeden. Fyofyo is een gevreesd ziekteverschijnsel in Suriname, dat mensen in verband brengen met de straffende macht van geesten en goden op het leven van mensen.
Reeds in zijn geboorteland Suriname wekte de politiek de belangstelling van Binderhagel. Nadat hij daar in het basis- en voortgezet onderwijs in Suriname had gewerkt, vertrok hij naar Nederland. Hij werd in Nederland op jonge leeftijd directeur speciaal onderwijs en hogeschooldocent. Behalve dat hij lid was van het regionale partijbestuur en het intercultureel beraad van het CDA, was hij voorzitter van het CDA in Noord-Brabant en actief als lijsttrekker en fractievoorzitter voor die partij in de gemeenteraad van Tilburg. Bij zijn vertrek uit de raad in 1999 werd Binderhagel door koningin Beatrix benoemd tot lid in de Orde van Oranje-Nassau.
Hij is ook actief als voorzitter van organisaties, die fondsen werven voor projecten in Suriname. Zo wist hij van de Europese Commissie meer dan 2 miljoen euro subsidie te verwerven voor de restauratie van de Kathedraal van Paramaribo. Voor zijn inzet op het gebied van maatschappij-ontwikkeling werd hij op 25 november 2005 door de Surinaamse president Ronald Venetiaan benoemd tot Officier in de Ere-Orde van de Palm.
Op 29 april 2009 werd hij door koningin Beatrix bij bevordering benoemd tot ridder in de Orde van Oranje-Nassau. De versierselen werden hem opgespeld door de Tilburgse burgemeester Ruud Vreeman.

### In het nieuws
Rond de gemeenteraadsverkiezingen van maart 2006 kwam Headly Binderhagel in het nieuws. Hij zou persoonlijk hebben aangestuurd op het vertrek van PvdA-wethouder Huub Kockelkoren, die in opspraak kwam nadat hij op eigen houtje en zonder het college van B&W te informeren een onderzoek had ingesteld naar de declaraties van burgemeester Binderhagel. Het was echter de raad die de wethouder via een motie van wantrouwen tot aftreden dwong wegens het verlies van zijn bestuurlijke integriteit.
Headly Binderhagel liet in overleg met de fractievoorzitters in de gemeenteraad twee hoogleraren bestuursrecht een onderzoek instellen naar de gedragingen van Kockelkoren. Toen deze een vernietigend rapport uitbrachten, werd de positie van de wethouder onhoudbaar. Dat was enkele dagen voor de gemeenteraadsverkiezingen. De wethouder werd vervolgens door de raad via een motie van wantrouwen tot aftreden gedwongen.
Op 4 april 2006 werd Huub Kockelkoren opnieuw tot wethouder benoemd, nadat zijn partij bij de verkiezingen gewonnen had. De raad van Nuth gaf opdracht aan de Rekenkamercommissie om het declaratiegedrag van de leden van het College van B&W en de secretaris vanaf 1 januari 2002 te onderzoeken. Op 23 juni 2006 werd het rapport uitgebracht, waarin werd geconcludeerd dat de aantijgingen van Kockelkoren op geen enkele grond berustten. Alle kosten en vergoedingen bleken na toetsing binnen het beschikbare normenkader te vallen en de burgemeester had zelfs kosten en vergoedingen waarop hij recht zou hebben, niet gedeclareerd (bijvoorbeeld gebruik privételefoon). De raad van Nuth besprak op 27 juni 2006 het rapport van de Rekenkamercommissie en déchargeerde de leden van het vorige college. Daardoor werd het blazoen van Binderhagel geheel gezuiverd.

### Ziekte
Eind april 2007 ging burgemeester Binderhagel met ziekteverlof wegens een zware operatie, die hij in het academisch ziekenhuis te Utrecht moest ondergaan. Hij werd tijdens dit ziekteverlof vervangen door een waarnemend burgemeester. In maart 2008 liet Binderhagel weten dat hij na 1 september 2008 geen tweede termijn als burgemeester van Nuth ambieerde en op 63-jarige leeftijd met pensioen ging. Op 29 augustus 2008 nam de gemeente Nuth afscheid van Binderhagel tijdens een buitengewone raadsvergadering.

### Voorzitterschappen
Binderhagel herstelde geheel van zijn ziekte en bekleedt het voorzitterschap van het Sportmedisch Adviescentrum (SMA) in Tilburg. Ook is hij voorzitter van Palet, het steunpunt voor multiculturele ontwikkeling in Noord-Brabant (een werkgeversfunctie voor 90 medewerkers). Tot slot is hij adviseur van Fontys Hogescholen en voorzitter van de Stichting Faru, die zich richt op remigratie van Nederlandse Surinamers.
- International Standard Name Identifier: 0000 0003 9453 7003
- Nederlandse Thesaurus van Auteursnamen: 253177901
- Virtual International Authority File: 289035666
- WorldCat: E39PBJth677vcYH7KmfGmgWYyd